# Battaglia di Toroella
La battaglia di Torroella, nota anche come battaglia del fiume Ter, fu combattuta nel corso della Guerra della Grande Alleanza il 27 maggio 1694 lungo le rive ed i guadi del fiume Ter, in prossimità dell'importante città catalana di Gerona, in Spagna.

## Preludio e forze in campo
Nel 1694 il re di Francia decise di mettere sotto pressione il Fronte catalano, da lui ritenuto il più debole, in modo da costringere la Spagna alla pace o almeno far sì che gli avversari indebolissero il fronte tedesco o Italiano per portarle aiuto.

### Esercito francese
L'Armata francese in Catalogna al comando di Anne Jules di Noailles poteva schierare all'incirca 24 000 uomini suddivisi in 59 squadroni di cavalleria (4/5 000 soldati a cavallo) e 30 battaglioni di fanteria veterani e ben equipaggiati con l'appoggio di truppe compresi della milizia e dalle forze mercenarie straniere; l'artiglieria era composta da una ventina di pezzi maneggiati da artiglieri e ufficiali esperti.

### Esercito spagnolo
Le forze spagnole, invece, al comando del Viceré e Capitano generale di Catalogna Juan Manuel Lopez Pacheco Acuña Giron y Portocarrero, marchese di Villena, duca di Escalona potevano schierare 42 squadroni di cavalleria per un totale di 4 000 cavalieri e 19 tercio di fanteria riuniti in 30 battaglioni con l'ausilio di 8 cannoni e 400 micheletti; in totale circa 12/16 000 fanti.
A differenza delle forze francesi, quelle spagnole erano state in gran parte reclutate solo l'anno precedente e di conseguenza avevano ben poca esperienza sul campo, salvo gli artiglieri.

## La battaglia
I due eserciti erano separati dal fiume Ter e varie volte le truppe francesi, senza successi apprezzabili, avevano tentato di conquistarne i guadi di Verges, Ulla e Torroella, saldamente sotto il controllo degli spagnoli.
Il 27 maggio, approfittando di una fitta nebbia sopra le rive del fiume, 2000 Dragoni francesi, seguiti da un gran numero di granatieri, riuscirono a guadare il fiume a Torroella de Montgrí senza che la fanteria spagnola, priva di trinceramenti e sotto tiro dell'artiglieria avversaria riuscisse ad opporsi.
Il viceré allora decise di inviare la cavalleria spagnola ma questa, dopo una scarica di moschetto, venne caricata dai dragoni francesi ed è costretta a retrocedere salvo uno squadrone di cavalleria del trozo di Rossellon, guidato da Fernardo de Toledo che però dopo una nuova carica è costretto anch'esso a ritirarsi; Fernando de Toledo morì sul campo.
Il maresciallo francese, visto il successo del primo scontro e la conquista del guado di Torroella, ordina di attaccare nuovamente presso il guado di Verges ma qui la resistenza spagnola fu molto più accanita e solo dopo ore di combattimenti i francesi ebbero la meglio respingendo il tercios di Amarillos e di Colorado e la cavalleria dell'Estremadura.
Dopo un breve contrattacco del tercio di Siviglia, respinto con forti perdite dai francesi, il viceré d'Escalona comandò la ritirata fino a Gerona lasciando nelle mani dei francesi molti stendardi e parte delle salmerie.
In seguito il comandante spagnolo, lasciata un distaccamento nella città, ripiegò con il grosso delle sue forze a Barcellona.

## Conseguenze
Secondo la versione ufficiale gli spagnoli persero 2931 piedi e 324 a cavallo, tra morti, feriti e disertori, fonti francesi scrissero che le perdite avversarie ammontassero ad oltre 7 000 uomini tra morti feriti e dispersi mentre le perdite francesi ammontarono a soli 500 uomini.
A seguito della sconfitta il comandante francese, Anne Jules di Noailles, poté iniziare, il 30 maggio, l'assedio della fortezza spagnola di Palamós che si arrese ai francesi il 10 giugno mentre il 29 dello stesso mese cadde anche Girona.
Nonostante questi successi francesi il Duca di Noailles mancò l'obbiettivo finale, Barcellona, dal momento che l'intervento della marina inglese sotto il comando di Edward Russell, I conte di Orford costrinse la flotta francese al comando dell'ammiraglio Anne Hilarion de Tourville a ritirarsi a Tolone, impedendo quindi l'assedio alla città.